# Salisbury Bluff
Das Salisbury Bluff sind 120 m hohe Kliffs an der Südküste der Livingston-Insel im Archipel der Südlichen Shetlandinseln. Auf der Hurd-Halbinsel ragen sie 3 km südwestlich des Johnsons Dock am Ostufer der South Bay auf.
Das UK Antarctic Place-Names Committee benannte die Formation 1991 nach dem britischen Robbenfänger Salisbury aus Liverpool, der unter Kapitän Thomas Hodges zwischen 1820 und 1821 in den Gewässern um die Südlichen Shetlandinseln operierte.